# Тариалан
Тариалан (монг. Тариалан?, ᠲᠠᠷᠢᠶ᠋ᠠᠯᠠᠩ?) — сомон аймака Увс, в западной части Монголии.

## Описание
Площадь сомона составляет — 2,5 тыс. км². Население сомона около 5400 человек. Центр сомона посёлок Хархираа находится в 1345 км от Улан-Батора, в 31 км от центрального города аймака Улаангом. Есть школа, больница и туристические базы. 

### Этнический состав
Большинство населения сомона составляют дербеты, баяты, хотоны и др.

### Климат
Климат резко континентальный. Ежегодные осадки 200—300 мм, средняя температура января − 24°С, средняя температура июля +32°С. Много осадков выпадает летом в виде дождя, а весной и осенью в виде снега. Зимы достаточно сухие, с небольшими снегопадами.

### Флора и Фауна
Водятся тушканчики, архары, волки, лисы, зайцы.

### Рельеф
На территории сомона расположены горы Хархираа (4037 м), хребет Тургеневе, Цагаан Дегли (3978 м), в центральной части хребет Хухну (Хорооны ехен 3220 м), Хасан (2760 г.), Елин шил (3200 м), Жид (2870 м), Гурман хоро (3228 м), на севере долина озера Уве. Реки Хархираа, Тёёлё, Пахотного, Дунди Бургастай. В горах Хархираа, хребты Турген имеют ледниковый покров.. 

### Полезные ресурсы
На территории сомона добывают каменный уголь, сырье для химической и строительной промышленности.